# U-landsforeningen Svalerne
U-landsforeningen Svalerne er en dansk upolitisk og ikke-religiøs hjælpeorganisation og NGO med fokus på Bangladesh og Tamil Nadu, Indien. 

## Historie
Svalerne blev grundlagt i 1963 og tæller i dag knap 300 medlemmer hvoraf ca. 100 er aktive. Inspiration gik ud fra den franske præsts Abbé Pierres arbejde, og foreningen var derfor i lang tid medlem af den Internationale Emmaüs-bevægelse. Dette tilhørsforhold er dog sat i bero efter Svalernes generalforsamling d. 29. marts 2009.
Ud over butikker og hovedkontoret i København har Svalerne lokalafdelinger i Århus, Odense og Fredericia. Desuden er der en aktiv gruppe i Sverige, som blev oprettet allerede i 1959. Den har kontorer i Stockholm og Lund, som beskæftiger sig med henholdsvis problemer i Latinamerika og Indien/Bangladesh.

## Arbejdsområder og formål
Organisationen er grundet i frivilligt arbejde, som bl.a. består i indsamling af genbrugsgenstande fra donorer og salg af disse ved et ugentligt loppemarked. Dertil kommer salg af andet genbrug, Fair trade-import og salg i butikker i København og Århus. 
Pengene bliver fordelt som økonomisk støtte til græsrodsbevægelser i Bangladesh og Syd-Indien. Hermed skal det gøres muligt for lokale initiativer at have et stærkere grundlag for udviklingsarbejde. Fokus ligger her på fattigste, herunder kasteløse, lav-kaster og jordløse befolkningsgrupper. 
Ved siden af dette er Svalerne engageret i at udbrede viden om udviklingsproblematikker i Danmark og arrangerer hertil en række oplysningsaktiviteter, som for eksempel filmfremvisninger og foredrag, samt udgivelse af månedlige nyhedsbreve og SvaleBladet én gang årligt.

## Partnerorganisationer i Bangladesh
- PLEAD
- RAC – Rural Advancement Council
- PUP – Polle Unnyon Prokolpo
- THANAPARA

## Partnerorganisationer i Tamil Nadu, Indien
- DWDS – Dalit Women’s Development Solidarity
- IID – Indian Institute of Development Trust
- RPWO – Rural Peoples Welfare Organization
- CRED – Center for Rural Education and Development
- FEWIN – Freedom and Empowering of Women Integrated Network
- ICF – Indian Community Foundation
- SEAS – Social Education and Action Society